# Escorxador municipal de Calonge
L'edifici de l'escorxador municipal de Calonge (Baix Empordà) és una obra del 1912 protegida com a bé cultural d'interès local.

## Descripció
L'edifici està situat a l'Avinguda de la Unió, entrant al municipi de Calonge a mà dreta sobre una parcel·la inicial de 6.000 metres quadrats (actualment és de 4.873 m2)  i amb una superfície total construïda de 650 m². al paratge anomenat de l'Estacada. Encara que avui està molt a prop del Municipi, separat pel talús de contenció de la carretera C31, quan es va construir estava a 350 m. de les primeres cases.
Exemple d'arquitectura industrial de principis de segle, consta de varies naus: una nau central amb dos edificis a cada costat, un de quadrat i l'altre de rectangular i de major alçada, i tres naus al darrere que en forma d' U tanquen el pati central. Hi ha unes finestres allargades amb l'ampit i la part alta decorades amb fileres verticals de maons, que permetien la ventilació i il·luminació. Els murs exteriors estan arrebossats i emblanquinats i les parets interiors estaven recobertes amb rajola vidriada blanca. Les cobertes són a dues vessants amb teules i entramat de fusta. Tenia sales de sacrifici amb capacitat per a cinc xais i dos porcs; la triperia, on podien treballar tres dones; una sala de ventilació preparada per a 30 caps de bestiar i vuit estables. També hi havia dependències anomenades “de segon ordre”, com el vestíbul que comunicava amb el pati i el matador de xais i bous, una dependència per al guarda amb cuina, menjador i dues habitacions, un vestidor, un lavabo i un llenyer.
Una singularitat de l'edifici que el distingeix és el molí de vent de la torre rectangular, que gràcies a la força del vent pujava l'aigua dels pous que hi ha sota l'Escorxador per acumular-la en un dipòsit situat a l' últim pis. Situat a vuit metres d'altura tenia una capacitat de 10 metres cúbics, gràcies a la quantitat i pressió podien netejar la triperia.

## Història
L'edifici va ser projectat l'any 1911 per l'arquitecte gironí Joan Roca Pinet.
L'edifici va ser construït pel contractista d'obres Joan Rasós Lloveras, veí de La Bisbal, (segons escriptura de “Contrato de Obras” signat davant el Notari de Sant Feliu de Guíxols, José Lloret y Garrigosa el 30 de Desembre de 1911) amb un pressupost de sortida de 21.500,00 pessetes finançades per la Caixa d'Estalvis de Calonge amb un interès del 4,5 % anual.
Està catalogat com a Bé Protegit en el Catàleg de Bens Protegits de l'Ajuntament de Calonge amb el número d'identificació B-20 amb data 6 de novembre de 2012. 
Al llarg de la seva història no ha variat la funció per la qual fou dissenyat i avui conserva les instal·lacions originals que van utilitzar-se un dia a la setmana fins a la fi dels anys 1980. El 1980 encara si van sacrifcar 2176 caps de bestiar.

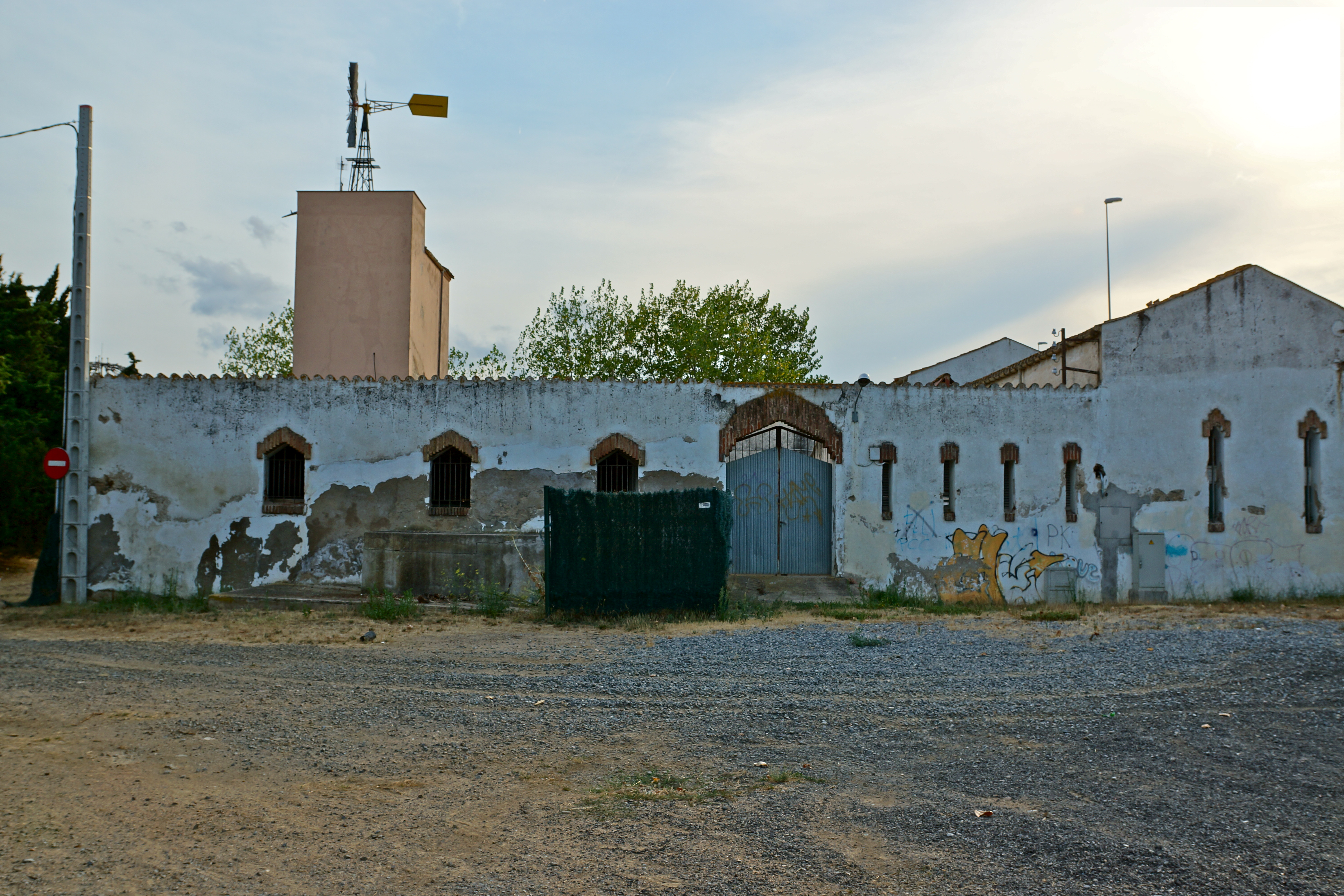
Façana septentrional

La part dreta des del 2003 funciona com a casal juvenil. El 2013, l'ajuntament va cedir la part esquerra de l'edifici (pintada en blanc a la foto) per cinquanta anys a la comunitat islàmica Al-Hikmat qui hi instal·larà una mesquita i els serveis socials de la comunitat.